# Bejgtuli-je Olja
Bejgtuli-je Olja – wieś w Iranie, w ostanie Azerbejdżan Zachodni, w szahrestanie Szahin Deż. W 2006 roku liczyła 222 mieszkańców.